# Deerfield (Wisconsin)
Deerfield è un comune degli Stati Uniti, situato in Wisconsin, nella Contea di Dane.